# Nymphon akanthochoeros
Nymphon akanthochoeros är en havsspindelart som beskrevs av Bamber, R.N. och M.H. Thurston 1995. Nymphon akanthochoeros ingår i släktet Nymphon och familjen Nymphonidae. Inga underarter finns listade i Catalogue of Life.